# Curtis Schade
Curtis Schade (souvent dénommé Curt Schade) est un homme d'affaires américain, ancien banquier partenaire de Bear Stearns et de Donaldson, Lufkin & Jenrette. Il s'est, dans les années 2010, spécialisé dans le secteur de l'immobilier locatif.
En février 2012, le monde de la finance est encore plongé dans les affres de la crise de 2008. Après que la bulle spéculatives des supprimes ait fait imploser le marché immobilier américain, un grand nombre d'américains moyens sont très appauvris, voire en faillite ; et beaucoup ont été expulsé de leur maison car incapable de finir d'en payer les traites. Pour ces raisons, un grand nombre d'habitations saisies par les banquiers ou d'autres créanciers ne trouvent pas preneurs ou se vendent mal. Dans le même temps la classe moyenne n'a plus les moyens d'acheter une maison, devant alors se tourner vers la location. En outre il y a peu de nouvelles constructions, ce qui va renforcer la demande de locations.
Profitant de ce contexte, Curtis Schade s'associe à Donald R. Mullen et à Heather Hopkins pour créer principalement deux entreprises :
1. Progress Resident (entreprise qui deviendra entre 2012 et 2021, en moins de 10 ans, la seconde plus grosse entreprise propriétaire de maisons à louer, pour tous les États-Unis ;
2. Pretium Partners (entreprise crée pour lever des fonds, en faisant appel à de gros investisseurs. Ces fonds semblent principalement destiné à l'achat de maisons par Progress Resident).

## Éléments de biographie

### Enfance, études, famille
Diplômé de la McIntire School of Commerce de l'université de Virginie, où il siège (en 2021) au sein du conseil de fondation de l'école dont il préside aussi le comité des finances.
Avec son épouse (Angel), il est depuis 1989 résident d'été à East Hampton où le couple a fait construire une maison d'été ; à la saison froide, le couple habite à Glen Ridge, depuis plus de 20 ans.

### Carrière professionnelle

#### Années 1990/2010
Curtis Schade commence sa carrière comme partenaire de groupes de financement à effet de levier au sein de la banque Bear Stearns et travaille avec Donaldson, Lufkin & Jenrette.
Curtis Schade est aussi l'un des anciens partenaires de « Pinebank Asset Management » (aussi nommée « Brownstone Asset Management »), un fonds spéculatif long/short spécialisé dans le crédit en difficulté.

#### À partir de 2012
Curtis Schade se spécialise dans la gestion d'investissements dits alternatifs, dans le domaine de l'immobilier locatif.

##### Pretium Partners
Début 2012, Schade est cofondateur, coprésident et chef de l'exploitation de Pretium Partners (ou Pretium), une société qui gère des placements présentés comme « axés sur les opportunités liées aux actifs immobiliers résidentiels ». Pretium gère aussi Progress Residential et Pretium Mortgage Credit (présenté comme fonds d'investissement pour prêts non-productifs ayant la capacité de conserver à la fois les prêts reproductifs et les REO pour la location). Pretium Partners « a été créée pour capitaliser sur les opportunités d'investissement et de prêt survenant après la crise à la suite de changements structurels au sein de l'économie, du secteur américain du logement et des marchés du financement hypothécaire ».
Cette société, avec sa société-fille deviendra en 9 ans le second groupe acheteur/gestionnaire/propriétaire du pays dans le domaine des sociétés ; elle dépasse rapidement le 1,5 milliard de dollars d'actifs (c'est-à-dire de maisons à louer) sous gestion. Début 2021, le groupe affirme disposer de quelque 1 000 employés achetant, gérant et louant plus de 40 000 logements répartis sur 15 zones géographiques de marchés principaux ; 10 mois plus tard, en octobre 2021, l'entreprise annonce « 1 900 employés gérant plus de 70 000 maisons réparties dans 29 des zones métropolitaines à la croissance la plus rapide du pays »,.

##### Ziff Real Estate Partners
Curtis Schade est aussi codirecteur (depuis 2019), co-investisseur et depuis le début des années 2010 conseiller de ZRP (ou Ziff Real Estate Partners aussi dit Ziff) qui est une société propriétaire et exploitante de commerces de proximité, d'entrepôts loués et utilisables en libre-service, de bureaux et de propriétés industrielles).
Il a rejoint l'entreprise à plein temps en 2017. Il y est surtout chargé des locations de locaux industriels et de stockage, ainsi que de la gestion d'actifs et la stratégie financière. Comme membre du comité d'investissement, il est associé aux discussions relatives aux cessions/acquisitions, au financement, aux études de marché et à la stratégie de l'entreprise.

##### Lobbying / NRHC
En mars 2014, Curtis Schade, en tant que président et chef de l'exploitation de Progress Residential a contribué à créer le National Rental Home Council (NRHC) qui est une organisation professionnelle chargée de défendre les intérêts des plus grosses entreprises américaines propriétaires et gestionnaire de parcs de maisons unifamiliales mises en location. Le NRHC réunissait en 2014 Colony American Homes, Invitation Homes (qui sera racheté par Progress Residential, alors encore en début de croissance), American Homes 4 Rent et Starwood Waypoint Residential Trust). Ce lobby a, lors de son lancement, déclaré qu'il avait comme objectif d'accroître l'éducation des acteurs du secteur, et de défendre les avantages du marché de la location unifamiliale.

Alors que l'industrie émergente de la location de maisons uni familiales de moyenne gamme suscite des protestations de la part de locataires se plaignant d'être mal traités et/ou inéquitablement traités par ces entreprises de locations selon eux plus prompte à réclamer les loyers et divers frais annexes qu'à vernir entretenir les maisons occupées (protestations parfois relayées par des ONG et par la presse), l'une des premières actions du NRHC a été de créer un groupe de travail pour rédiger un guide destiné à harmoniser et élever les normes, et à professionnaliser le secteur. Ce guide (de trois pages) a été présenté comme destiné aux quelques membres fondateurs du NRHC, mais aussi au reste du secteur de l'industrie (sic) de la location de maisons unifamiliales. Selon le NRHC, ce guide vise à « professionnaliser le marché de la location unifamiliale et établir des normes de qualité, de sécurité et de service pour les résidents ». Ce guide, qui n'est pas un document opposable, porte sur quatre thèmes : la réhabilitation du logement avant location, la gestion immobilière, les relations avec les résidents et la conformité légale. Sur ce dernier point, le NRHC a insisté sur le fait qu'elle recommande le respect des lois sur le logement équitable. Le NRHC « tous les opérateurs de location de maisons unifamiliales, quelle que soit leur taille, devraient structurer leurs opérations commerciales globales pour être conformes à toutes les lois locales, étatiques et fédérales applicables et devraient avoir mis en place des systèmes pour assurer la conformité légale ».

## Protection du patrimoine

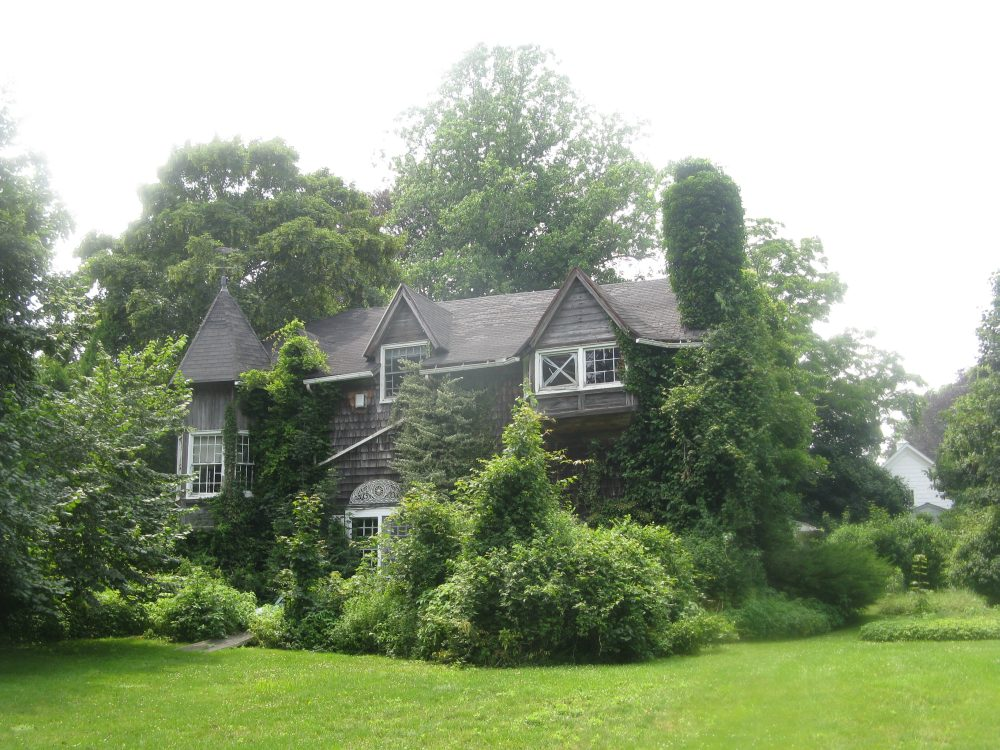
Maison de Thomas Moran, gérée avec le Thomas Moran Trust.

Dans les années 2010, Curtis Schade a présidé l'association culturelle Thomas Moran Trust, basée à East Hampton . En lien avec d'autres acteurs (dont la Village Preservation Society (VPS), créée en 1982), cette association est destinée à protéger et valoriser la maison du célèbre peintre américain de paysage Thomas Moran à (site classé National Historic Landmark). C Schale en est membre du conseil d'administration, et il siège aux comités de rénovation et de campagne de financement.

Son autre lieu d'habitation (Glen Ridge) est aussi un site patrimonial historique d'intérêt national. C Schale y siège (pour 10 ans) à la Commission de préservation du patrimoine historique. Cette commission supervise toutes les rénovations extérieures. Il a été trésorier de la Glen Ridge Historical Society pendant 6 ans et membre du comité exécutif du Montclair Art Museum durant 6 ans.